# 素拉育·朱拉暖
素拉育·朱拉暖（皇家轉寫：Surayut Chulanon；1943年8月28日—），1943年出生于泰國佛丕府，是泰國共產黨前领导人帕永·朱拉暖的儿子。其曾任陆军总司令，退役后擔任泰国枢密院大臣。2006年10月1日，他經颂提将军发动军事政变後的泰国管理改革委员会任命为泰国總理。2019年5月27日，接替前一日過世的炳·廷素拉暖原擔任的樞密院院長一職，後代理真除成正任院長。

## 军旅生涯
- 1965年参军，服役于陆军部队，并加入泰国特种部队，指挥泰国在柬埔寨的秘密行动。
- 1992年，担任泰国特种作战司令部司令。
- 1998年，晋升为陆军总司令。
- 2003年，退役。退役前曾短暂担任泰国皇家军队最高司令。

## 文职生涯
- 2003年11月，受泰国国王御令担任枢密院大臣。
- 2006年10月1日，受泰王御令，出任泰国临时首相。

## 相关链接
- 泰国国会： （页面存档备份，存于）
- 2006年泰國軍事政變

| 前任： 他信·欽那瓦 | 泰國首相 2006年10月1日—2008年1月29日 | 繼任： 沙馬·順達衛 |